# Karacho (Album)
Karacho ist das zehnte Studioalbum der Ibbenbürener Band Donots. Es wurde am 20. Februar 2015 über das bandeigene Label Solitary Man Records veröffentlicht.

## Geschichte/Stil
Karacho ist nach über 20 Jahren Bandgeschichte das erste Studioalbum der Donots, welches komplett in deutscher Sprache gesungen wurde. Die Inspiration dafür bekam die Band im Jahr 2013 auf ihrer USA-Tour mit Flogging Molly. Es war ursprünglich geplant, zum 20-jährigen Jubiläum nur eine EP mit deutschen Liedern zu veröffentlichen. Die Band hat während der Aufnahmephase der Songs beschlossen, statt einer EP ein Album zu produzieren.
Im Gegensatz zum Vorgänger Wake the Dogs verzichteten die Donots, bei Karacho, fast vollständig auf elektronische Einsprengsel. Generell bewegt sich das Album weitestgehend im Bereich des Punk-Rock und Alternative Rock.

## Kritik
Die EMP-Plattenkiste schrieb beispielsweise: „Mit Hirn und Herz schafft man der geilen Musik eine[n] Tiefgang zu verpassen, dass man sich nur eine Frage stellen kann: Wieso um Alles in der Welt haben die Donots nicht schon eher deutsche Texte präsentiert.“
Christian Wilsberg von Stormbringer schrieb: Karacho ist mal wieder ein äußerst abwechslungsreiches Album einer der besten Rockbands aus dem deutschsprachigen Raum geworden. Die deutsche Sprache steht den Songs dank der hervorragenden textlichen Leistung von Frontmann Ingo Knollmann sehr gut."
Mit dem Lied Dann Ohne Mich sind die Donots beim Bundesvision Song Contest 2015 angetreten und belegten Platz 2 mit 117 Punkten.

## Titelliste
1. Ich mach nicht mehr mit - 3:24
2. Dann ohne mich - 3:29
3. Junger Mann zum Mitleiden gesucht - 3:20
4. Problem kein Problem - 3:03
5. Du darfst niemals glücklich sein - 3:16
6. Kaputt - 1:59
7. Weiter - 3:14
8. Kopf bleibt oben - 3:37
9. Hier also weg - 2:56
10. Straßenköter - 3:47
11. Das Ende der Welt ist längst vorbei - 3:17
12. Besser als das - 3:34
13. Immer noch - 3:56
14. Hansaring 2:10 Uhr - 1:32

## Musikvideos
Zu folgenden Liedern erschienen chronologisch Musikvideos:
- Ich mach nicht mehr mit
- Dann ohne mich
- Problem kein Problem
- Hansaring 2:10 Uhr
- Hier also weg (360° Live Video)